# Споменик жртвама Велеиздајничког процеса
Споменик жртвама Велеиздајничког процеса је споменик са костурницом на гробљу Свети Пантелија у Бањој Луци. Посвећен је жртвама Велеиздајничког процеса, вођеног 1915. и 1916. године у Бањој Луци.

## Позадина
Споменик спада у Војне меморијале. Посвећен је сјећању на срамни Велеиздајнички процес који је вођен против српских слободара и родољуба у Првом свјетском рату у периоду 1915—1916 на тлу Босанске Крајине и читаве Босне и Херцеговине, окупиране од стране Аустроугарске. Први такви процеси, вођени су још 1908. године у Загребу, наставили се у Сарајеву 1914. године а у новембру 1915. и у Бањој Луци, као и у идућој 1916. години.

## Процес
Бањалучким Велеиздајничким процесом било је оптужено 156 Срба, различитих животних опредјељења, најчешће припадника српских удружења какво је било Соколско Друштво, Просвјета и Народна одбрана. Такође, затваране су српске школе, укинута је и крсна слава. Процес је покренуо Стјепан Саркотић, аустроугарски фелдмаршалајтнант и гувернер окупиране Босне и Херцеговине. У коначној пресуди, изреченој 1916. године, од њих 156, њих 16 било је осуђено на смрт, 87 их је добило казну затвора од 2 до 20 година, међу којима је био и историчар Владимир Ђоровић. Преостала 53 лица су ослобођени оптужбе. Молбама Српске владе у егзилу, они су ослобођени смртне казне, интервенцијом Алфонса XIII, шпанског краља, који је тим чином заслужио улицу у најужем центру Бање Луке. Споменик жртвама Велеиздајничког процеса у Бањој Луци представља помен свим Србима тога доба, који су прошли голготе Првог свјетског рата, мучени и затварани само зато што су били Срби. Међу оптуженима су још били и Васо Глушац, Атанасије Шола, Стеван Мољевић, Стеван Жакула, Бранко Чубриловић и други освједочени српски родољуби. Циљ је био да се потпуно уништи српска интелигенција на тим просторима. Њима није суђено за повезаност са Принциповим атентатом, већ искључиво за рад у српским организацијама. Циљ овог процеса био потпуни слом српског националног бића. За подизање споменика најзаслужнији је бан Врбаске бановине Светислав Тиса Милосавлљевић.
| „ | Јавите Србији да је волим! | ” |

Те су ријечи биле послиједње Драгославу Кесићу, а уклесане су у спомен-плочу, која се и данас, на српском православном гробљу Свети Пантелија, налази поред споменика подигнутог њему и још четворици Срба који су умрли у озлоглашеном затвору званом Црна Кућа и оне најбоље и најболније говоре о приликама у којима су Срби нашли на анектираним територијама. Са Кесићем су скончали и Коста Јефтановић, Ристо Брњаковић, Јово Павловић и Јаков Ерић. 
Споменик је заправо крстача од тврдог камена висине 5 метара која је украшена змијањским орнаментима. Пројектовао га је њемачки архитекта Бруно Дијамант, који је аутор бањалучке бисте Краљу Петру I и орнамената на згради Позоришта. Споменик је отворен 10. септембра 1933. године. Тог дана, у Бању Луку су дошли многи како би одали посљедњу почаст овим људима. Биле су ту колеге из затвора, предвођене Васиљем Грђићем, првооптуженом у процесу, бранилац Данило Димовић и многи други њихови истомишљеници. Био је ту и сам бан. Окупили су се код Саборне цркве, одакле је поворка пошла на гробље. Грђић им је тог дана, на гробу поручио: Ваше жртве, драги наши другови, нису биле узалудне. Слава вам и покој. Удео ваш, бивши велеиздајници, за уједињење веома је велик, додао је Данило Димовић. У вјечну кућу испратио их је бан Милосављевић ријечима: Слава народним мученицима и покој. Доцније, гроб испод камене крстаче постао је мјесто вјечног починка још двојице некадашњих велеиздајника. Јуна 1938. године тамо је сахрањен Петар Билбија, а 1968. године и Јован Перенчевић. Одавањем почасти мученицима Велеиздајничког процеса, на овом споменику, одаје се почаст и терезинском мученику, Гаврилу Принципу.
Сваке године, у оквиру обиљежавања 21. новембра 1918. године, дана уласка Српске војске у Бања Луку, полажу се вијенци на овај споменик. Влада Републике Српске је 2018. године овај споменик категорисала и сврстала у прву категорију споменика.
Споменик жртвама Велеиздајничког процеса налази се на листи непокретних добара Републике Српске под евиденцијом NKD114.